# Кастел ди Лама
Кастел ди Лама (итал. Castel di Lama) насеље је у Италији у округу Асколи Пичено, региону Марке.
Према процени из 2011. у насељу је живело 7216 становника. Насеље се налази на надморској висини од 81 м.

## Становништво
| 1936. | 1951. | 1961. | 1971. | 1981. | 1991. | 2001. | 2011. |
| ----- | ----- | ----- | ----- | ----- | ----- | ----- | ----- |
| 3.190 | 3.506 | 3.379 | 3.664 | 5.570 | 6.475 | 7.216 | 8.470 |